# Patrik Suchánek
Patrik Suchánek (* 16. listopadu 1990) je český florbalový obránce, reprezentant a čtyřnásobný mistr Česka. V nejvyšších florbalových soutěžích Česka a Švédska hraje od roku 2009.

## Klubová kariéra
Suchánek s florbalem začínal v klubu 1. SC Vítkovice. V nejvyšší mužské soutěži poprvé hrál v sezóně 2007/2008, ve které Vítkovice po osmi letech postoupily do finále a získaly vicemistrovský titul. V dalším ročníku již přispěl asistencí v rozhodujícím zápase finálové série k zisku prvního mistrovského titulu týmu po devíti letech. V roce 2010 hrál s týmem Pohár mistrů, přestože v předešlé sezóně skončili druzí, protože český mistr Tatran Střešovice účast odřekl. Na turnaji jako první český klub získali stříbrnou medaili. Ligového vicemistrovského titulu dosáhli znovu o dva roky později po prohře v prvním superfinále. V sezóně 2012/2013 pomohl Vítkovicím ve finálovém zápase asistencemi na dva góly včetně vítězného k zisku dalšího mistrovského titulu. Suchánek sám patřil v tomto ročníku k nejproduktivnějším obráncům soutěže, a byl zvolen nejužitečnějším hráčem Extraligy.
Po sezóně přestoupil do Švédské Superligy do klubu IBK Dalen, se kterým hned v létě 2013 vyhrál Czech Open. V Dalenu odehrál čtyři sezóny, částečně s dalšími českými hráči, Milanem Tomašíkem a Martinem Tokošem. První dva ročníky nebyly pro tým úspěšné, ale v dalších dvou již pomohl Dalenu k návratu do play-off a stal se nejproduktivnějším obráncem týmu. V roce 2017 přestoupil do dalšího švédského superligového týmu FC Helsinborg, kde hrál s Danielem Šebkem a jedním z nejlepších florbalistů světa, Mikou Kohonenem.
Po dvou letech v Helsinborgu se v roce 2019 vrátil do Česka a začal hrát za klub Florbal MB. S Boleslaví získal v sezónách 2020/2021 a 2021/2022 další dva mistrovské tituly. Na Poháru mistrů 2023 asistoval na tři góly ve vítězném zápase o bronz.

## Reprezentační kariéra
Suchánek reprezentoval na Mistrovstvích světa do 19 let v letech 2007 a 2009. Na prvním z nich získal první český vicemistrovský titul.
V mužské florbalové reprezentaci hrál na čtyřech mistrovstvích mezi lety 2012 a 2018. Ze šampionátu v roce 2014 má bronz, naopak na předcházejícím turnaji v roce 2012 zažil nejhorší výsledek Česka v historii. Mimo to má zlato z Akademického mistrovství světa 2012, kde ve finále vstřelil gól. Hrál také na Světových hrách 2017. V roce 2014 na Euro Floorball Tour (EFT) asistoval na gól v prvním vítězství proti Švédsku a turnaj s českým týmem poprvé vyhráli.
Do reprezentace se vrátil po téměř čtyřech letech v roce 2023, a potřetí v historii s ní vyhrál EFT. Na něm v Suchánkově stém reprezentačním zápase, porazili dosud nejvyšším rozdílem 12:8 Švédsko a jako první jim nastříleli dvoumístný počet branek. On sám vstřelil dvě z nich.
| Umístění | Soutěž                                       |
| -------- | -------------------------------------------- |
|          | Mistrovství světa ve florbale do 19 let 2007 |
| 4.       | Mistrovství světa ve florbale do 19 let 2009 |
| 7.       | Mistrovství světa ve florbale 2012           |
|          | Mistrovství světa ve florbale 2014           |
| 4.       | Mistrovství světa ve florbale 2016           |
| 4.       | Florbal na Světových hrách 2017              |
| 4.       | Mistrovství světa ve florbale 2018           |
|          | Mistrovství světa ve florbale 2024           |